# Герб комуни Сундбюберг
Герб комуни Сундбюберг (швед. Sundbybergs kommunvapen) — символ шведської адміністративно-територіальної одиниці місцевого самоврядування комуни Сундбюберг. 

## Історія
Герб міста Сундбюберг отримав королівське затвердження 1928 року. Як герб комуни його зареєстровано 1974 року. 
Після адміністративно-територіальної реформи, проведеної в Швеції на початку 1970-х років, муніципальні герби стали використовуватися лишень комунами. Тому тепер цей герб представляє комуну Сундбюберг, а не містечко, яке зрештою вже втратило свій статус.

## Опис (блазон)
У срібному полі червона балка, на якій срібний пучок блискавок, над і під нею — три червоні шестерні, дві над однією. 

## Зміст
Шестерні символізують машинобудівну промисловість, а блискавки — елекроенергетику.